# Cocais (Barão de Cocais)
Cocais é um distrito do município brasileiro de Barão de Cocais, no estado de Minas Gerais. Segundo o censo demográfico de 2022, realizado pelo Instituto Brasileiro de Geografia e Estatística (IBGE), sua população era de 3 063 habitantes e havia 1 029 domicílios particulares permanentes ocupados. Possui área de 184,21 km² conforme a Fundação João Pinheiro (FJP).
De acordo com o IBGE, em 2010 a população era de 2 803 habitantes e havia 985 domicílios particulares.
Foi criado pela lei provincial nº 760 de 2 de maio de 1856, então pertencente a Santa Bárbara. Foi incorporado a Barão de Cocais pela lei nº 1.058 de 31 de dezembro de 1943, juntamente à emancipação da cidade.

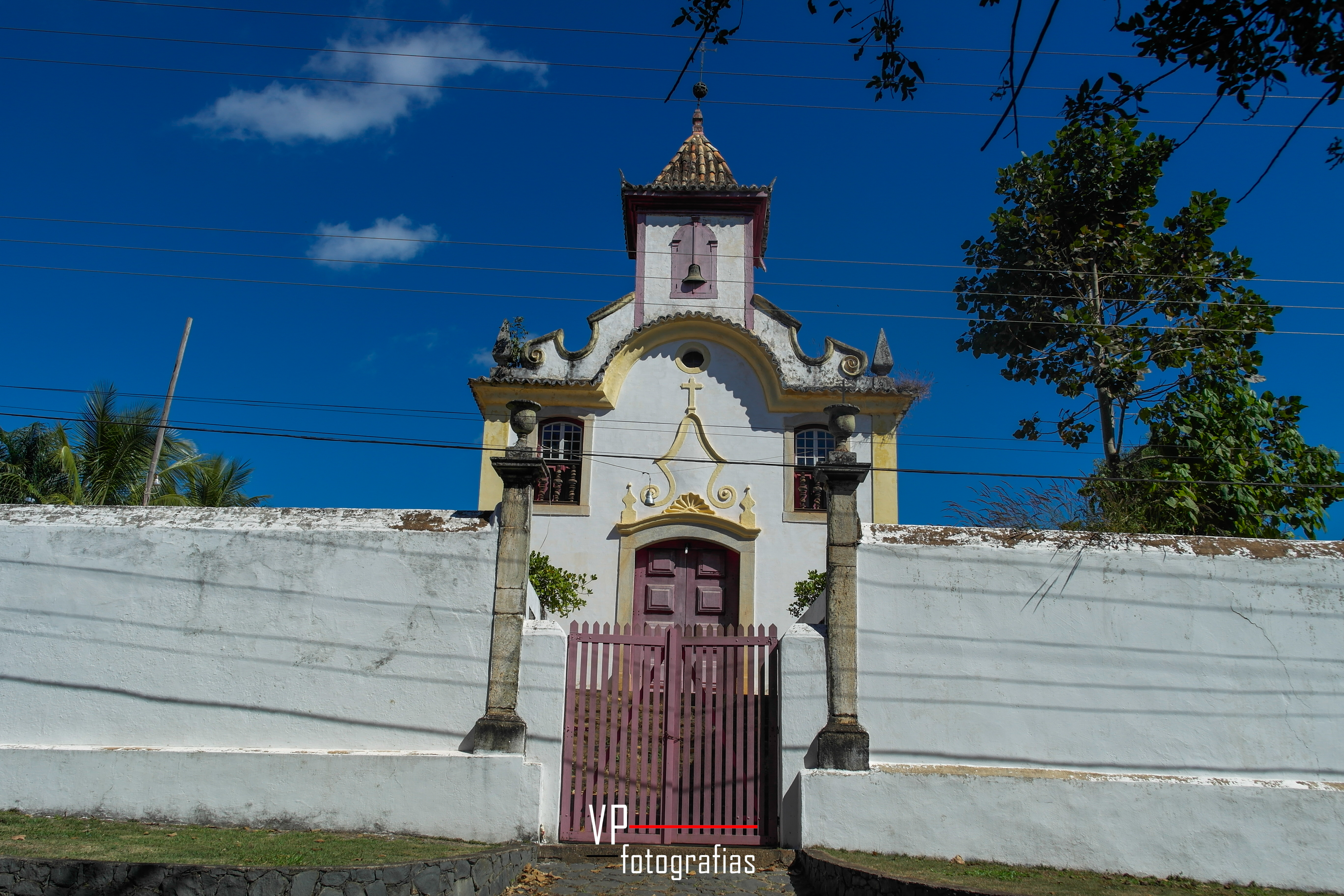
Igreja de Sant'Ana
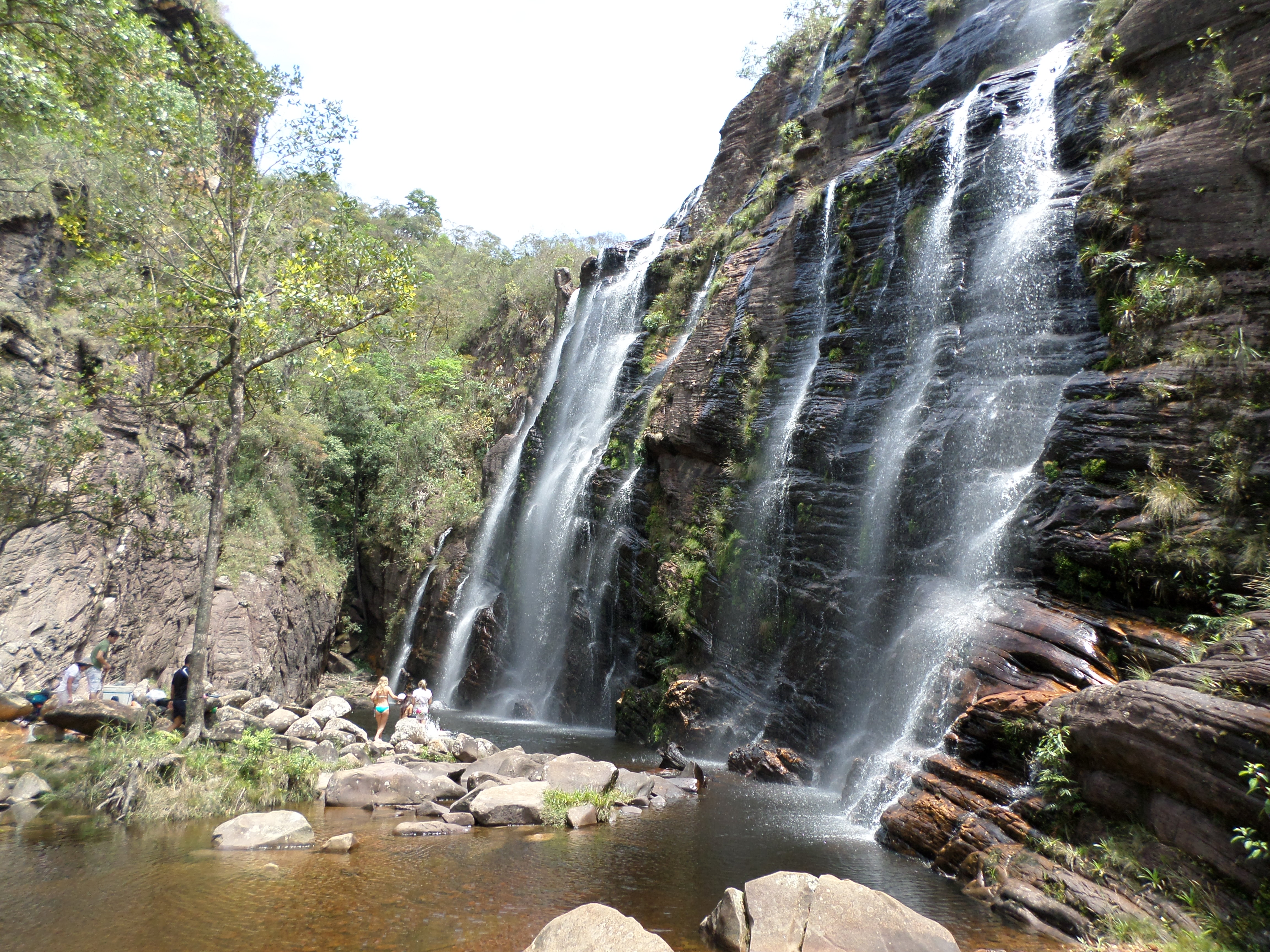
Cachoeira de Cocais, próxima ao distrito.